# Onyx (fiume)
Il fiume Onyx è un corso d'acqua dell'Antartide, originato da acqua di fusione glaciale, che scorre in direzione ovest nella valle di Wright. 
È alimentato dalle acque di fusione del ghiacciaio Wright inferiore e dal lago Brownworth che si trova ai piedi del ghiacciaio; durante la breve estate antartica va a sfociare nel lago Vanda. La sua lunghezza, pur limitata a soli 32 km, lo rende il più lungo fiume dell'Antartide.

## Caratteristiche
Il fiume non riesce a raggiungere l'oceano, rappresentando quindi un esempio di bacino idrografico endoreico, perché la presenza del ghiacciaio Wright inferiore blocca l'accesso alla valle. L'Onyx ha diversi affluenti e lungo le sue sponde si trovano numerose stazioni meteorologiche.
Il flusso è fortemente variabile, sia nel corso della giornata che in funzione delle temperature estive. In qualche anno il fiume non riesce a sfociare nel lago Vanda; ma in compenso nelle annate alluvionali può provocare significativi fenomeni di erosione. In un'occasione è stata misurata una portata di 20 m³/s.
È stato disceso con rafting in gommone nel 1984 da alcuni ricercatori neozelandesi.

## Ambiente
Nel fiume Onyx non c'è presenza di pesci, ma le pur difficili condizioni climatiche consentono la vita di alcuni microrganismi,  cianobatteri e a volte si manifesta anche un'intensa fioritura algale.
A parte i gabbiani, la cui presenza è solo di transito, le uniche forme di vita permanente sono rappresentate da nematodi, tardigradi, e rotiferi.

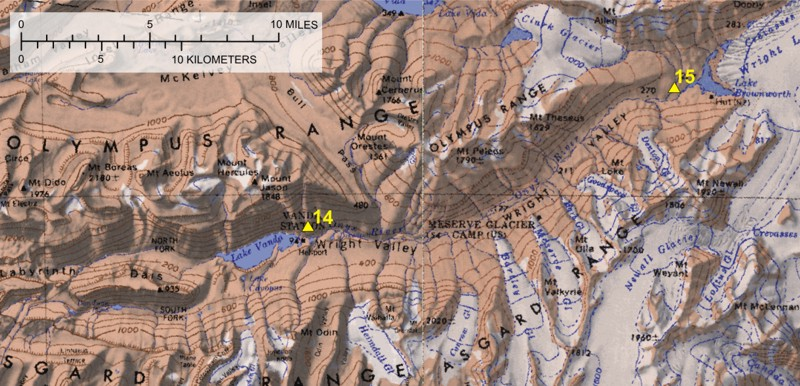
Mappa della valle di Wright con il fiume Onyx e il Lago Vanda